# キロノヴァ
キロノヴァ（英: kilonova, macronova）は、高密度の天体が融合する際に起こる大規模な爆発現象である。その電磁放射は、r過程によって生じた元素が放射性崩壊を起こすことによって生じる。キロノバとも表記される。

## 概略
白色矮星の爆発によって生じる新星（nova）の約1,000倍の明るさに達することからキロノヴァ（kilonova）と呼ばれる。超新星（supernova）と比べると10分の1から100分の1程度の明るさである。
キロノヴァは、中性子星の連星または中性子星とブラックホールの連星が融合することによって発生すると考えられている。
2つのコンパクト星が融合する際、質量が軽い方の天体は重い方の天体の潮汐力により破壊される。破壊された天体のほとんどの物質は重い天体の降着円盤となるが、太陽質量の0.001倍から0.1倍程度の質量は、光速の0.1倍から0.2倍という速さで等方的に放出される。この際にr過程を経て生まれた中性子過剰核は、ほんの数秒の間に核分裂とベータ崩壊を経て元素へと変換される。この新たに合成された放射性元素の崩壊とそれによって発生する放射線が、1034J/sから1035.5J/sの光度を伴って半日から10日に渡って続く爆発を維持している。
r過程で生成される原子量130以上の元素の一部は、超新星爆発で生成される量では星間物質中の観測値を説明できないほど不足しており、キロノヴァはそれらの物質の生成源として有力視されている。

## 発見
2013年6月から7月にかけてのハッブル宇宙望遠鏡とガンマ線監視衛星スウィフトによる観測によって、初めてキロノヴァのものと考えられるガンマ線バーストが発見された。2013年6月13日、スウィフトが発見したガンマ線バーストの発生源 GRB 130603B で、ハッブルの広視野カメラが近赤外線の輝きを確認した。7月3日の観測ではその輝きが衰えており、この現象が「キロノヴァ」であった証拠を示唆している。

### 重力波の検出
2017年10月16日、アメリカの重力波望遠鏡LIGOと欧州の重力波望遠鏡Virgoの共同観測チームは、中性子星連星の合体による重力波を発見したと発表した。「GW170817」と命名されたこの重力波源天体の波形を分析した結果、中性子星同士の合体で発生したものと考えられる波形であるとしている。
共同実験チームは、世界中の研究チームに警報を送り、70以上の観測施設が重力波の検出された領域を観測した。その結果、11時間後に複数の観測施設がこの重力波源天体に対応すると考えられる天体を発見した。日本の重力波追跡観測チームJ-GEMは、すばる望遠鏡の超広視野主焦点カメラ HSC (Hyper Suprime-Cam) を始め、国内外の望遠鏡やISSに搭載されている全天X線監視装置 (MAXI) とカロリメータ型宇宙電子線望遠鏡 (CALET) も動員して、可視光からX線、ガンマ線に至る広い波長域で重力波源天体を探索した。その結果、うみへび座の銀河NGC 4993に、可視光から近赤外線領域で光る天体の姿を捉えることに成功した。これは既にGW170817に対応する天体として報告されていたものと一致しており、今回の発見に強い裏付けを与えるものとなった。
GW170817で観測された現象は、中性子星連星の合体によって起こるとされる重力波、ガンマ線バースト、r過程で生成された放射性物質の崩壊で発生する電磁波といった理論上予測されていたキロノヴァの特徴がそれぞれ検出されたものとなった。